# بنوا آمون
بنوا آمون (انگلیسی: Benoît Hamon؛ زادهٔ ۲۶ ژوئن ۱۹۶۷) یک سیاست‌مدار فرانسوی و عضو حزب سوسیالیست فرانسه است. او پس از شکست مانوئل والس نامزدی خود را در انتخابات ریاست‌جمهوری فرانسه در سال ۲۰۱۷ اعلام نمود. وی از مه ۲۰۱۲ در دولت فرانسوا اولاند به عنوان وزیر اقتصاد اجتماعی و از آوریل تا اوت ۲۰۱۴ وزیر آموزش ملی فرانسه بوده‌است.

## انتخابات ریاست‌جمهوری ۲۰۱۷
بنوا آمون یکی از نامزدهای انتخابات ریاست‌جمهوری فرانسه در سال ۲۰۱۷ بود. وی توانست با شکست مانوئل والس، نخست‌وزیر پیشین فرانسه، نماینده حزب سوسیالیست در این انتخابات شود. وی در دوره کارزارهای تبلیغاتی از آزادی ماری‌جوآنا و اتانازی صحبت کرده بود. از دیگر وعده‌های انتخاباتی وی لغو قانونی که اخراج کارگران را راحت کرده بود، افزایش پایه‌ای حقوق افرادی که زیر ۲۱۸۵ یورو درآمد دارند، حمایت ۶۰۰ یوروی از بیکاران و درآمد زیر ۲۰۰ یورو، استفاده از انرژی‌های تجدید شونده برای تولید بیش از ۵۰ درصد برق تا سال ۲۰۲۵ و کنار گذاشتن انرژی اتمی تا سال ۲۰۵۰ بود. وی همچنین گفته بود که افراد غیر فرانسوی نیز می‌توانند در انتخابات محلی رای دهند و شرایط را برای شاغلان و روزنامه‌نگاران مستقل بهبود ببخشد. بنوا آمون در این انتخابات با کسب ۲٬۲۹۱٬۵۶۵ رأی که ۶٫۳۶٪ از کل آراء می‌شد، در جایگاه پنجم قرار گرفت و از حضور در دور دوم بازماند.